# Fujiyama-Landschaft
Eine Fujiyama-Landschaft bezeichnet in der Mathematik eine Wertelandschaft mit genau einem lokalen Maximum.
Das heißt unter anderem:
- Es gibt genau ein globales Maximum in dieser Landschaft.
- Der Bergsteigeralgorithmus (hill climbing) funktioniert auf dieser Landschaft immer.
- Man braucht nur ein einziges Individuum für einen solchen Bergsteigeralgorithmus.

Für das Optimierungsproblem, ein globales Maximum dieser Landschaft zu finden, existieren viele effiziente mathematische Verfahren. Dementsprechend wird ein solches Optimierungsproblem als vergleichsweise einfach betrachtet.